# Облога Фів (291)
Облога Фів (291) – бойові дії претендента македонського царя Деметрія I Поліоркета у 291 р. до н.е. по заволодінню містом Фіви.
У 292 р. до н.е. Деметрій Поліоркет, котрий незадовго до того заволодів македонським престолом, вирішив захопити Беотію, яка лежала між вже належними йому Фессалією та Аттикою. Хоча на допомогу беотійцям прийшли спартанці, Деметрій досягнув бажаного, зокрема, узяв після облоги головне місто цієї області Фіви. Невдовзі після цього він спішно вирушив на північ, розраховуючи заолодіти царством Лісімаха, котрий потрапив у полон до гетів. Втім, цей похід виявився безрезультатним, оскільки гетський цар не став довго утримувати Лісімаха, зате на півдні повстали тільки-но підкорені беотійці.
Деметрій повернувся до центральної Греції і вдруге напав на Фіви, облога яких затягнулась не на один місяць. Відомий своїм мистецтвом у використанні різноманітних облогових пристроїв, Поліоркет наказав спорудити машину, котру прозивали «Та, що бере міста». На цей раз машина вийшла настільки велика та важка, що, коли почали присувати її до муру, за два місяці вдалось подолати менш ніж 400 метрів.     
Тим часом епірський цар Пірр скористався моментом та здійснив набіг на Фессалію, дійшовши до самих Фермопіл (прохід між південними фессалійськими областями та Беотією). Деметрій, передавши командування облогою своєму сину Антигону, виступив назустріч новому ворогу, котрий спішно відступив. Полишивши у Фессалії велике військо у 10 тисяч піхотинців та 1 тисячу вершників, македонський цар повернувся до Беотії.
В боях під Фівами Деметрій багаторазово піддавав своїх воїнів небезпеці, навіть якщо її можливо було уникнути. Своїм питанням, чи дійсно це необхідно, Антигон лише викликав у батька роздратування. Втім, щоб не здавалось, що він не береже лише інших, Деметрій сам брав участь у таких сутичках та отримав небезпечне поранення стрілою у шию.
У підсумку облога завершилась перемогою македонського царя. Мешканці міста із жахом очікували на суворе покарання, проте Деметрій стратив лише 13 осіб (за Плутархом, відповідно до Діодора – 14) та ще кількох відправив у вигнання.